# 安養寺 (江戸川区平井)
安養寺（あんようじ）は、東京都江戸川区にある真言宗豊山派の寺院。

## 概要
創建年代は不明であるが、源理法印によって開山された。ただ法流の祖は賢意法印（1684年寂）とされており、江戸時代前期の開山と推測される。旧本山は正福寺。
境内には、「安養寺の富士塚」と呼ばれる富士塚がある。1884年（明治17年）頃に、地元の富士講によって築造されたものである。弁天池を掘った残土を利用して築いたという。この富士講は昭和40年代前半（1965年～1970年）頃まで活動していた。富士講なき現在は、富士塚をくり抜いて一室を作り、弘法大師空海の石像を保管している。
また当寺の檀家で組織される念仏講があり、江戸川区の無形民俗文化財に登録されている。

## 文化財
- 安養寺念仏講 - 江戸川区登録無形民俗文化財・風俗慣習、昭和57年2月8日告示[4]
- 安養寺の富士塚 - 江戸川区登録有形民俗文化財・民俗資料、昭和63年2月25日告示[5]
- 石造地蔵菩薩立像念仏供養塔 - 江戸川区登録有形民俗文化財・民俗資料、平成元年2月28日告示[6]
- 石造地蔵菩薩立像庚申供養塔 - 江戸川区登録有形民俗文化財・民俗資料、平成元年2月28日告示[7]

## ギャラリー

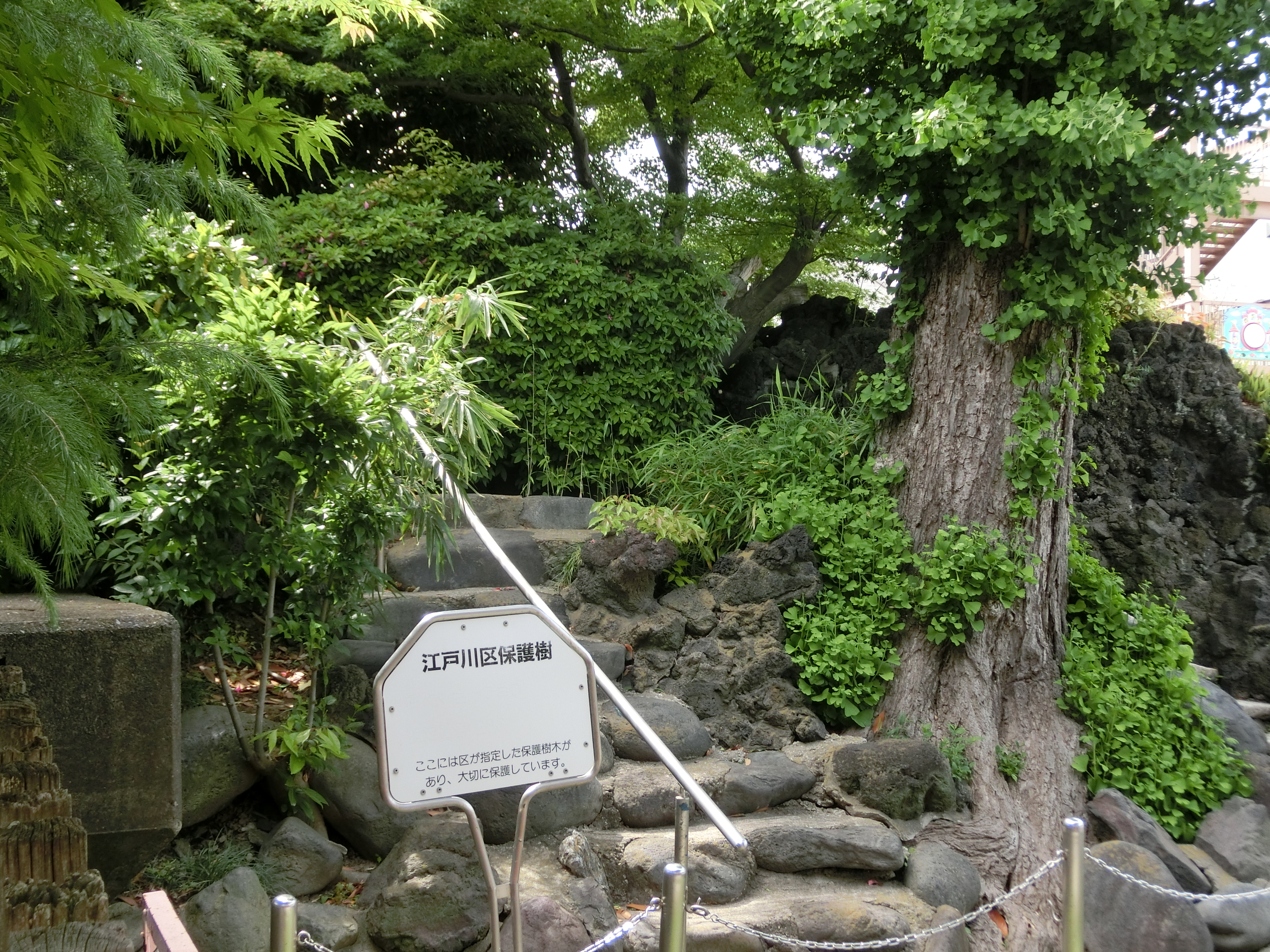
富士塚
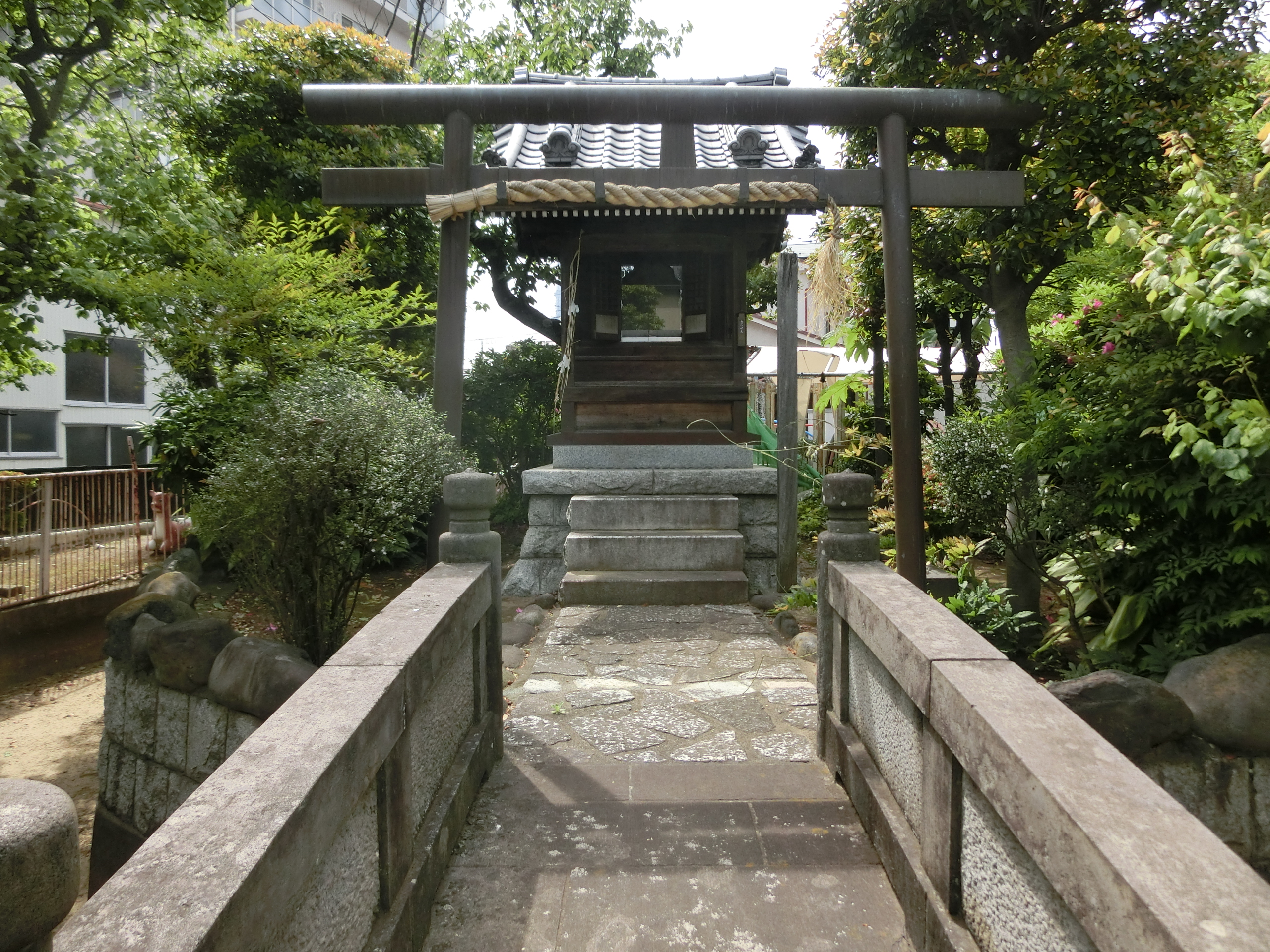
弁天堂

## 交通アクセス
- JR平井駅より徒歩10分（経路案内）。

## 関連文献
- 「中平井村 安養寺」『新編武蔵風土記稿』 巻ノ26葛飾郡ノ7、内務省地理局、1884年6月。NDLJP:763979/26。